# Kisaura lanceolata
Kisaura lanceolata là một loài Trichoptera trong họ Philopotamidae. Chúng phân bố ở miền Cổ bắc.